# Vương Thanh (nhà Lương)
Vương Thanh (chữ Hán: 王清, ? – ?), người Lâm Nghi, Lang Da , quan viên nhà Lương thời Nam Bắc triều trong lịch sử Trung Quốc.

## Cuộc đời
Thanh là thành viên của sĩ tộc họ Vương quận Lang Da, cháu trực hệ 6 đời của phụ chánh đại thần Vương Bưu Chi nhà Đông Tấn. Phả hệ sĩ tộc họ Vương cho đến Thanh như sau: Vương Lãm → Vương Chính → Vương Bân → Vương Bưu Chi → Vương Lâm Chi → Vương Nạp Chi (hay Vương Nột Chi) → Vương Hoài Chi (hay Vương Chuẩn Chi) → Vương Hưng Chi (hay Vương Dư Chi) → Vương Tiến Chi → Vương Thanh .
Sử cũ không ghi chép về thiếu thời của Thanh, chỉ biết sau loạn Hầu Cảnh, ông đã đạt vị là Tán kỵ thường thị, Kim tử quang lộc đại phu, quan là Trấn đông phủ Trưởng sử, Tân Dã, Đông Dương 2 quận thái thú, An nam tướng quân, phong tước Trung Lư công.
Năm Thừa Thánh cuối cùng (555), Trần Bá Tiên giết Thái úy Vương Tăng Biện, sai Trần Thiến tấn công con rể của Tăng Biện là Đỗ Kham. Đỗ Kham cầu cứu Thanh, ông bèn đem binh giúp Kham, đánh cho Trần Thiến đại bại ở Ngô Hưng, đuổi nà đến Tấn Lăng. Bấy giờ Quảng Châu thứ sử Âu Dương Ngỗi đi cùng Thanh cứu viện Kham, giữa đường đổi ý, giết chết ông để quy hàng Trần Bá Tiên.
Con trai của Thanh là Vương Mãnh, vì thù hằn giữa ông và Trần Văn đế Trần Thiến, phải trốn lánh đến khi Văn đế băng, mới ra làm quan nhà Trần.